# East Kilbride

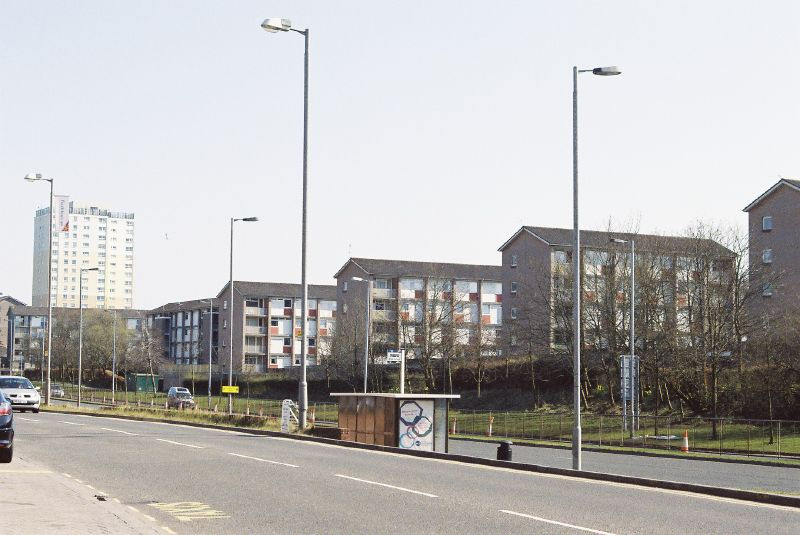
East Kilbride.

East Kilbride (skotsk gaeliska: Cille Bhrìghde an Ear) är en ort i kommunen South Lanarkshire i Skottland. Den ingår i Glasgows storstadsområde, och är belägen 13 kilometer sydost om Glasgows centrum. Folkmängden uppgick till 74 740 invånare 2012, på en yta av 24,29 km². Rotten Calder-floden rinner längs den östra delen av East Kilbride.